# Codex Zacynthius

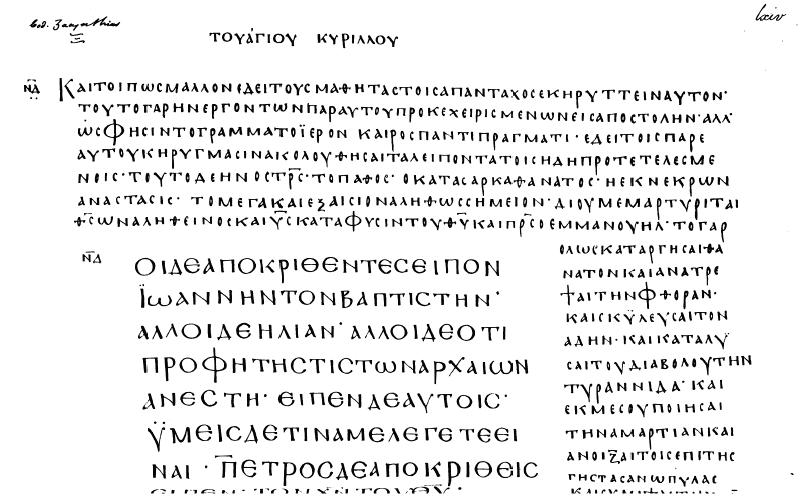
Evangelio de Lucas 9,23

El Codex Zacynthius (Cambridge, Cambridge University (BFBS Ms 213); Gregory-Aland no. Ξ o 040; A1 (von Soden) es un manuscrito uncial del siglo VI. El códice contiene el Evangelio de Lucas.
El códice consta de un total de 86 folios de 36 x 29 cm. El texto está escrito en dos columnas por página, con unas 23 líneas por columna.
Contenido
Evangelio de Lucas 1:1-9,19-23,27-28,30-32,36-60,77; 2:19,21-22,33-3; 3:5-8,11-20; 4:1-2,6-20,32-43; 5:17-36; 6:21; 7:6,11-37,39-47; 8:4-21,25-35,43-50; 9:1-28,32-33,35; 9:41; 10:18,21-40; 11:1-4,24-33.
El texto griego de este códice es una representación del Tipo textual alejandrino. Kurt Aland lo ubicó en la Categoría III.